# 弗里德里希森冰川
66°38′S 64°9′W / 66.633°S 64.150°W
弗里德里希森冰川（英語：Friederichsen Glacier）是南極洲的冰川，位於葛拉漢地東岸的弗因海岸，全長13公里，由英國研究隊繪入地圖，以德國製圖師命名。